# Барруш, Милтон
Милтон Лоуренсу Роса Барруш (порт. Mílton Lourenço Rosa Barros; род. 21 июня 1984, Каконго, Кабинда) — ангольский баскетболист, разыгрывающий защитник. Участник летних Олимпийских игр 2008 года, двукратный чемпион Африки 2007 и 2013 годов, серебряный призёр чемпионата Африки 2011 года.

## Биография
Милтон Барруш родился 21 июня 1984 года в ангольском городе Каконго.
Играл в баскетбол на позиции разыгрывающего защитника. Выступал за ангольские «Петру Атлетику» (2000, 2004—2009), «Монсан» (2001—2003), «Рекреативу ду Либолу» / «Бенфику ду Либолу» (2011, 2014—2018), «Интерклуби» (2011—2014) и «Авиасан» (2018—2019).
Четырежды становился призёром африканского клубного Кубка чемпионов: с «Петру Атлетику» завоевал золото в 2006 году и серебро в 2007-м, с «Рекреативу ду Либолу» золото в 2014 году и серебро в 2015-м. В 2006 году был признан лучшим игроком турнира.
В 2002 году в составе юношеской сборной Анголы завоевал серебряную медаль чемпионата Африки среди игроков до 18 лет.
В составе сборной Анголы трижды выигрывал медали чемпионата Африки: золотые в 2007 году в Луанде и в 2013 году в Абиджане, серебряную в 2011 году в Антананариву.
В 2006 году участвовал в чемпионате мира в Японии, где ангольцы поделили 9-16-е места. Провёл 6 матчей, набрал 30 очков (15 — с Германией, по 5 — с Японией, Новой Зеландией и Испанией).
В 2008 году вошёл в состав сборной Анголы по баскетболу на летних Олимпийских играх в Пекине, занявшей 12-е место. Играл на позиции разыгрывающего защитника, провёл 5 матчей, набрал 23 очка (10 в матче со сборной Германии, 5 — с США, по 3 — с Китаем и Грецией, 2 — с Испанией).
В 2014 году участвовал в чемпионате мира в Испании, где ангольцы заняли 17-е место. Провёл 5 матчей, набрал 27 очков (10 в матче со сборной Южной Кореи, 9 — с Австралией, 6 — с Литвой, 2 — с Мексикой).

## Семья
Младший брат — Манушу Барруш (род. 1986), ангольский футболист. Выступал за сборную Анголы.
Жена — Элжира Тавариш (род. 1980), ангольская гандболистка. Участница летних Олимпийских игр 2004 года.